# Perithemis thais
Perithemis thais is een libellensoort uit de familie van de korenbouten (Libellulidae), onderorde echte libellen (Anisoptera).
De wetenschappelijke naam Perithemis thais is voor het eerst geldig gepubliceerd in 1889 door Kirby.